# Mount Everest
Mount Everest (sanskrit Sagarmatha, eller tibetansk Chomolungma) er verdens højeste bjerg målt fra havoverfladen, 8.848,86 moh., og beliggende i bjergkæden Mahalangur Himal i Himalaya, på grænsen mellem Kina og Nepal. Tykkelsen på sne- og isdækket varierer, og bjerget blev derfor målt til 8.850 moh. i 1999. I 2005 målte kineserne højden til 8.849 moh. på isen og 8.844 moh. uden isen. Kina og Nepal blev herefter enige om, at den officielle højde er 8.849 moh. Det sidste store jordskælv i Nepal (2015) udløste et jordskred på Mount Everest, der kostede mindst 19 klatrere livet, mens flere hundrede andre sad fast i de forskellige lejre opad bjerget.
Mount Everest er ikke Jordens højeste punkt målt fra Jordens centrum; det er vulkanen Chimborazo i Ecuador.
Mount Everest er opkaldt efter den britiske ingeniør, sir George Everest, der i 1841 fastlagde bjergets geografiske koordinater og højde. På grund af de stadig aktive, geologiske kræfter vokser Mount Everest med ca. 1 cm om året og flytter sig samtidig mod nordøst med ca. 6 cm om året.

## Bjergbestigning
Bjerget blev med sikkerhed første gang besteget fredag den 29. maj 1953 af sherpaen Tenzing Norgay og newzealænderen sir Edmund Hillary.
Over 5.000 personer totalt har klatret til toppen, heraf 563 i 2018, hvoraf 9 % var kvinder. I 2019 har 381 personer fordelt på 44 grupper fået tilladelse til at bestige Everest. Alle medbringer mindst én sherpa. Omkring 1.000 personer vil dermed prøve at nå toppen i løbet af 2019-sæsonen, dvs. april og maj måned. Den 22. maj alene var der en kø af 250 personer, der ville prøve at nå til tops den dag. Mindst to af årets omkomne anses for at være døde pga. den lange ventetid i køen. Den 55-årige amerikaner Donald Lynn Cash nåede at tage billeder på bjergets top. En anden 55-årig, indiske Anjali Kulkarni, døde under nedstigningen. I løbet af én uge i maj krævede Mount Everest syv menneskeliv.
Over 375 er omkommet under bjergbestigning, og det anslås, at 200 af ligene stadig befinder sig på bjerget. Flere og flere lig afdækkes i takt med at global opvarmning får gletsjerne til at smelte. Mængden af menneskelig afføring hober sig også op, så det forurener, hvad der findes af naturligt drikkevand i området.
De værste år var 1996, hvor 15 personer omkom, og 2014, hvor en enkelt lavine dræbte 16 sherpaer. På bjergets top er luften tynd, indeholdende kun 30 % af den ilt, der findes ved havets overflade. I denne højde vil mennesker dø i løbet af få dage. De fleste ekspeditioner til toppen udføres derfor med iltmasker som hjælpeudstyr.
Nepaleseren Kami Rita Sherpa er den person, som har været på toppen flest gange. I 2018 nåede han toppen for 22. gang. Nepaleseren Apa Sherpa nåede toppen for 21. gang, den 11. maj 2011.
Den yngste person, der har klatret til toppen, er den 13-årige amerikaner Jordan Romero, der nåede tinden den 22. maj 2010.
Den ældste, der har nået toppen, er fra Japan - Yuichiro Miura - som nåede op i 2013 i en alder af 80 år.

### Danskere på toppen af Mount Everest[12]
1. Michael Knakkergaard Jørgensen, 1995.
2. Lene Gammelgaard, 1996.
3. Mads Granlien, 2000 (sammen med Asmus Nørreslet).
4. Asmus Nørreslet, 2000 (sammen med Mads Granlien) og 2001.
5. Nick Nielsen, 2005.
6. Søren Gudmann, 2005.
7. Henrik Andre Olsen, 2006.
8. Mogens Jensen, 2007.
9. Søren Smidt, 2008.
10. Henrik Kristensen, 2008.
11. Carsten Bennike, 2009.
12. Jens Christian Trolle Nielsen, 2010.
13. Stina Glavind Dalgaard Pedersen, 2010.
14. Martin Cederkrantz, 2013.
15. Ole Mose Nielsen, 2013.
16. Rikke Højland, 2013.
17. Arne Vatnhamar, 2014.
18. Jakob Urth, 2018 og 2023 (sammen med Emma Østergaard).
19. Rasmus Kragh[13], 2019.
20. Emma Østergaard[14], 2023 (sammen med Jakob Urth).